# Deogratias Mutombo
Deogratias Mutombo Mwana Nyembo, né à Kongolo, au Katanga, est un économiste congolais (RDC) et ancien gouverneur de la Banque centrale du Congo (BCC). Depuis le 5 juillet 2021, il est président du conseil d’administration de l’Autorité de régulation et de contrôle des assurances (ARCA).

## Biographie
Deogratias Mutombo Mwana Nyembo est né à Kongolo dans l'ancienne province du Katanga. Il fait ses études à l'université de Kinshasa où il obtient un diplôme en sciences économiques en 1991.
En 2008, il est engagé à la BCC en qualité de chef de bureau à la direction de change. En 2010, il devient responsable des opérations bancaires et des marchés.
Le 14 mai 2013, il est nommé gouverneur de la Banque centrale du Congo (BCC) par le président de la république démocratique du Congo Joseph Kabila. Il succède à Jean-Claude Masangu Mulongo, nommé en 1997,.